# Kaspar Füger l'ancien
Pour les articles homonymes, voir Kaspar Füger.
Kaspar Füger l'ancien, (né avant 1521 à Dresde; mort après 1592 dans la même ville), était un compositeur allemand d'hymnes évangéliques.

## Biographie
Kaspar Füger travailla comme prédicateur à Torgau puis plus tard en tant que curé à l'église Sainte-Croix de Dresde où il mourut après 1592; son fils Kaspar Füger le jeune s'était aussi fait un nom en tant que compositeur de cantiques.
Johann Sebastian Bach a utilisé ses textes dans les cantates BWV 40 et 110 ainsi que dans la conclusion de l'oratorio de Noël BWV 248.

## Œuvres
- Wir Christenleut habn jetzund Freud (chant de Noël; avant 1586; Evangelisches Gesangbuch no 22)

## Sources
- (de) Friedrich Wilhelm Bautz, « Füger, Kaspar (der Ältere) », dans Biographisch-Bibliographisches Kirchenlexikon (BBKL), vol. 2, Hamm, 1990 (ISBN 3-88309-032-8, lire en ligne), colonne 149

## Référence
- (de) Cet article est partiellement ou en totalité issu de l’article de Wikipédia en allemand intitulé « Kaspar Füger der Ältere » (voir la liste des auteurs).